# Ознака д'Аламбера
Ознака Д’Аламбера — ознака збіжності числових рядів встановлена Жаном Д’Аламбером в 1768 році:
| Якщо для числового ряду {\displaystyle \sum _{n=0}^{\infty }a_{n}} існує таке число {\displaystyle q}, {\displaystyle 0<q<1}, що починаючи з деякого номера виконується нерівність {\displaystyle \left\|{\frac {a_{n+1}}{a_{n}}}\right\|\leq q,} то даний ряд абсолютно збігається; якщо ж, починаючи з деякого номера {\displaystyle \left\|{\frac {a_{n+1}}{a_{n}}}\right\|\geq 1,} то ряд розбігається. |

Зокрема, якщо існує границя

| {\displaystyle \rho =\lim _{n\to \infty }\left\|{\frac {a_{n+1}}{a_{n}}}\right\|,} | \| \| \| \| \| \| \| \| | (1) |
|                                                                                    |                         |     |
|                                                                                    |                         |     |
то ряд, що розглядається, абсолютно збіжний якщо {\displaystyle \rho <1}, а якщо {\displaystyle \rho >1} — розбіжний (ознака збіжності Д’Аламбера у граничній формі). Якщо {\displaystyle \rho =1} або границя не існує - тест не дає результату, бо ряди які відповідають таким випадкам можуть бути як збіжні, так і розбіжні.
Ознаку д'Аламбера можна застосувати і в випадках, коли границя {\displaystyle \rho } не існує або дорівнює одиниці, якщо використати верхню і нижню границі. Нехай:
{\displaystyle R=\varlimsup _{n\to \infty }\left|{\frac {a_{n+1}}{a_{n}}}\right|}
{\displaystyle r=\varliminf _{n\to \infty }\left|{\frac {a_{n+1}}{a_{n}}}\right|}.
Тоді:
- якщо R < 1, ряд абсолютно збіжний;
- якщо r > 1, ряд розбіжний;
- якщо {\displaystyle \left|{\frac {a_{n+1}}{a_{n}}}\right|\geq 1} для всіх великих n (незалежно від значення r), ряд теж розбіжний тому що {\displaystyle |a_{n}|} ненульове і зрозстаюче, а тому an не наближається до нуля;
- інакше результат не визначений.

Якщо границя {\displaystyle \rho } в (1) існує, то {\displaystyle \rho =R=r}. Таким чином ознака з верхньою і нижньою границею включає в себе ознаку зі звичайною границею.

## Приклади
1. Ряд
{\displaystyle \sum _{n=0}^{\infty }{\frac {z^{n}}{n!}}}
абсолютно збіжний для всіх комплексних {\displaystyle z}, бо
{\displaystyle \lim \left|{\frac {{z^{n+1}}/{(n+1)!}}{{z^{n}}/{n!}}}\right|=\lim {\frac {|z|}{n+1}}=0,}
2. Ряд
{\displaystyle \sum _{n=0}^{\infty }n!\;z^{n}}
розбігається при всіх {\displaystyle z\not =0}, бо
{\displaystyle \lim \left|{\frac {(n+1)!\;z^{n+1}}{n!\;z^{n}}}\right|=\lim |(n+1)z|=\infty .}
3. Якщо {\displaystyle \rho =1}, то ряд може як збігатися, так і розбігатися: обидва ряди
{\displaystyle \sum _{n=0}^{\infty }{\frac {1}{n}}}     і     {\displaystyle \sum _{n=0}^{\infty }{\frac {1}{n^{2}}}}
задовольняють цю умову, причому перший ряд розбіжний, а другий збіжний.

## Розширення для ρ = 1
Як було видно вище, ознака не визначена коли границя дорівнює 1. Розширення ознаки д'Аламбера іноді дозволяють розібратися з такими випадками.
У всіх ознаках нижче, вважаємо що Σan це сума додатніх an. Такі ознаки можна також застосовувати до будь-яких рядів зі скінченним числом від'ємних членів. Такі ряди можна записати як:
{\displaystyle \sum _{n=1}^{\infty }a_{n}=\sum _{n=1}^{N}a_{n}+\sum _{n=N+1}^{\infty }a_{n}}
де aN - це від'ємний елемент з найбільшим індексом. 